# Blechtafelschere
Eine Blechtafelschere ist eine Maschine, die durch das Pressen eines hydraulischen Messers ein Blech zweiteilt. Das Blech wird auf die Ablagefläche der Blechtafelschere gelegt. Hinter der Blechtafelschere, wo das geteilte Stück Blech hinunter in den Auffangbehälter fällt, stellt man die gewünschte Größe des benötigten Bleches manuell an einem Drehrad ein. Durch den Druck des hydraulischen Messers auf das Blech wird dieses geschnitten. Je nach Bauweise und Modell der Blechtafelschere kann die zugelassene Blechdicke variieren. Es gibt Maschinen, die bis zu 16 mm Stahlblech schneiden können.